# Justin Moczarski
Justin Moczarski (* 11. Mai 1998) ist ein deutscher Nordischer Kombinierer.

## Werdegang
Moczarski, der für den SK Winterberg startet, gab am 7. September 2013 beim Alpencup-Wettbewerb in Winterberg sein internationales Debüt. Seine ersten Punkte in dieser Jugend-Wettkampfserie der OPA sammelte er jedoch erst im Februar 2014 in Planica. Bei den Nordischen Skispielen der OPA 2014 in Gérardmer gewann er gemeinsam mit Hans Neubert, Anton Schlütter und Vinzenz Geiger die Goldmedaille beim Team-Gundersen. Diesen Titel konnte er in unterschiedlicher Besetzung bei den Nordischen Skispielen der OPA 2015 in Seefeld verteidigen. Erstmals erreichte Moczarski im September 2015 beim Alpencup in Winterberg als Dritter das Podest. Insgesamt konnte er schließlich sechs Podiumsplatzierungen im Alpencup feiern, darunter drei Siege.
Im Dezember 2016 debütierte Moczarski in Klingenthal im Continental Cup. Dort verpasste er zwar zunächst die Punkteränge, konnte aber bereits am zweiten Wettkampftag seine ersten zehn Punkte gewinnen. Nachdem er an keinen weiteren Wettbewerben des Continental Cups teilgenommen hatte, belegte er den 87. Platz in der Gesamtwertung. Auch in der darauffolgenden Saison konkurrierte er lediglich an einem Wochenende im Continental Cup, konnte dabei in Planica insgesamt zwanzig Punkte erzielen und letztlich Rang 84 in der Gesamtwertung erklimmen. Anders als in den beiden Vorjahren war Moczarski im Winter 2018/19 beständiger Teil des deutschen Continental-Cup-Teams. Bereits bei den ersten Wettbewerben in Steamboat Springs und Park City erreichte er viermal eine Platzierung in den Top 15. Im Februar erreichte er gemeinsam mit Jonas Maier, Jonas Welde und Jakob Lange den dritten Platz mit der Staffel in Eisenerz. Zum Saisonende wurde er für das abschließende Wochenende in Schonach ins Weltcup-Team berufen. Mit den Rängen 44 und 43 verfehlte er jedoch deutlich die Punkteränge.
Beim Gundersen Einzel in Tschagguns im Rahmen des Grand Prix 2019 gewann Moczarski seinen ersten Grand-Prix-Punkt. In einem teaminternen Ausscheid in Lillehammer qualifizierte sich Moczarski Anfang Dezember für die Auftaktwettbewerbe des Continental Cups in Park City. Dort wurde er der Nominierung bereits am ersten Wettkampftag mit seiner ersten Top-10-Platzierung gerecht, die er auch im weiteren Saisonverlauf bestätigen konnte. Nachdem er am letzten Wettkampfwochenende in Nischni Tagil das Podest als Vierter und Sechster jeweils nur knapp verpasst hatte, beendete er die Saison auf dem neunten Platz in der Gesamtwertung. Bei einem Trainingssturz im Vorfeld des Continental-Cup-Wochenendes Mitte Januar 2021 in Klingenthal zog sich Moczarski drei Außenbandrisse im rechten Fuß zu, womit er für die Saison 2020/21 ausfiel.

## Statistik
Grand-Prix-Platzierungen
| Saison | Platz | Punkte |
| ------ | ----- | ------ |
| 2019   | 73.   | 001    |

Continental-Cup-Platzierungen
| Saison  | Platz | Punkte |
| ------- | ----- | ------ |
| 2016/17 | 87.   | 010    |
| 2017/18 | 84.   | 020    |
| 2018/19 | 32.   | 138    |
| 2019/20 | 09.   | 357    |

Platzierungen bei Deutschen Meisterschaften 
| Jahr und Ort            | Wettbewerb | Wettbewerb |
| Jahr und Ort            | Einzel     | Teamsprint |
| ----------------------- | ---------- | ---------- |
| 2016 Oberhof            | 23.        | –          |
| 2018 Hinterzarten       | 06.        | 06.        |
| 2019 Johanngeorgenstadt | 16.        | 07.        |
| 2020 Oberstdorf         | 15.        | 11.        |
| 2021 Oberhof            | 20.        | 08.        |

Auszeichnungen
- Eliteschüler des Jahres 2014 an der Eliteschule des Sports Winterberg/Willingen[2]
- Sportler des Jahres 2016 im Hochsauerlandkreis[3]